# Abercrombie & Fitch

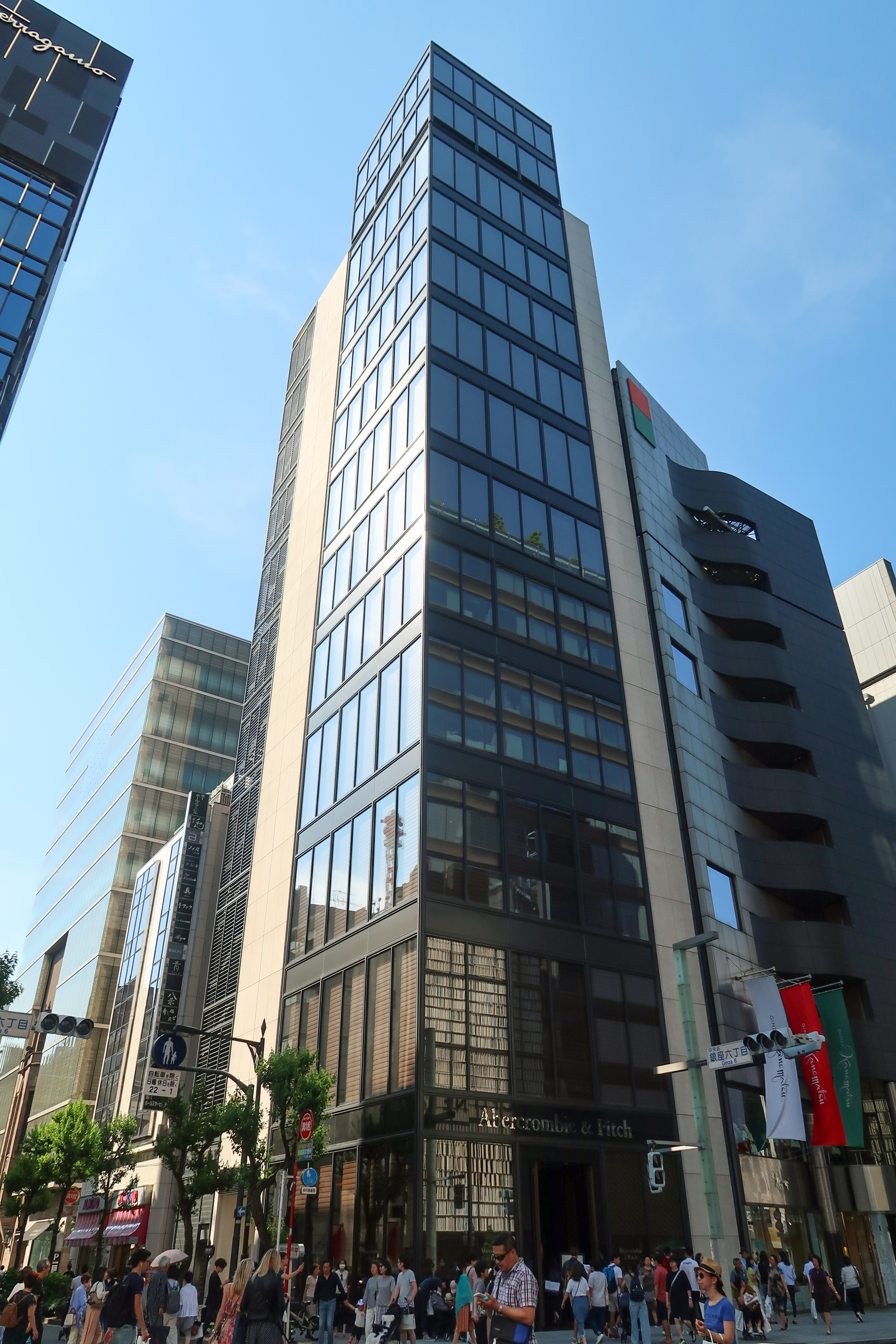
A&F位於東京銀座的旗艦店

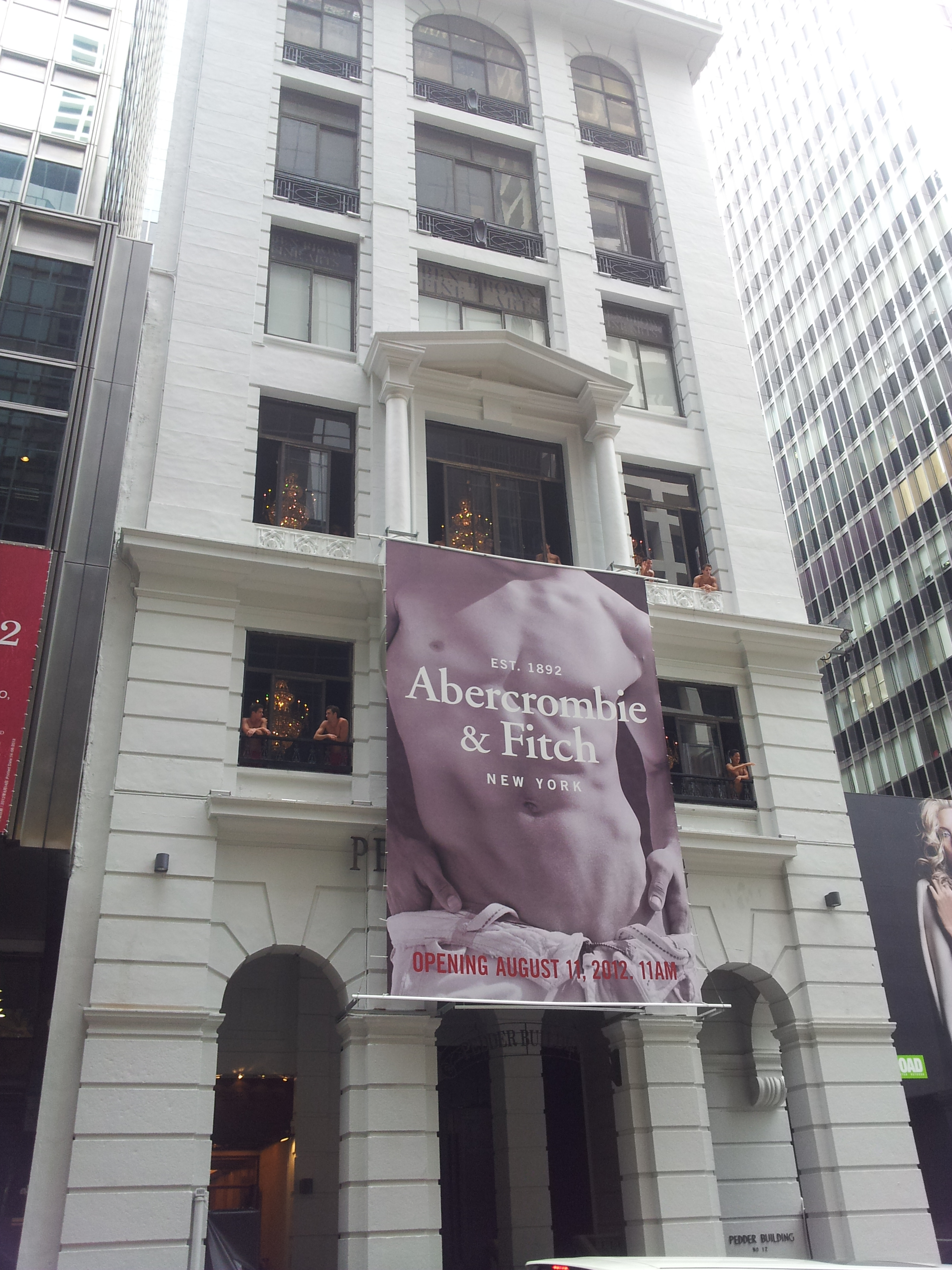
A&F在香港的旗艦店（2012年-2017年）

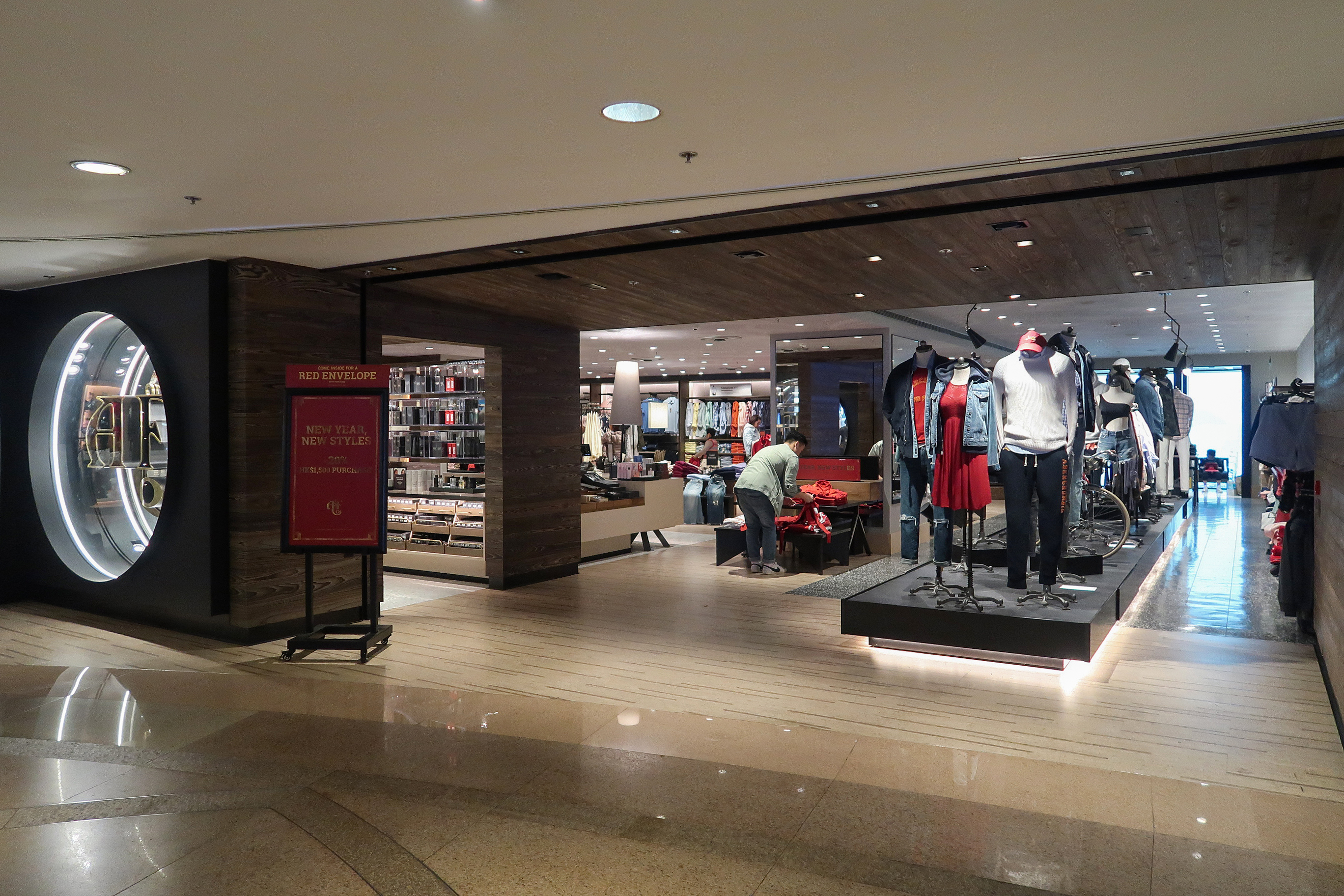
A&F在香港海港城的旗艦店（2018年）

亞伯克朗比及費區（英語：Abercrombie & Fitch，縮寫：A&F）是一家美國的服装零售商，其總部位於俄亥俄州的新奧爾巴尼市。A&F旗下有五個品牌，分別為Abercrombie & Fitch®、Abercrombie Kids(童裝)、Hollister Co®、Gilly Hicks和SOCIAL TOURIST。截至2020年4月為止，該公司在北美、歐洲、亞洲和中東地區經營著854家實體店鋪，也持續在其他國家設立新據點。
A&F在1892年由大衛·亞伯克朗比(David T. Abercrombie)於紐約曼哈頓創立，而後律師埃茲拉·費區(Ezra Fitch)加入經營，主要販賣高級戶外服裝用品。在1960年代該公司經歷了財務危機，直到1988年被The Limited公司購併並重新規劃品牌定位後才得以解決，1990年代該公司轉由麥可·傑佛瑞斯掌管，他將重點放在青少年客群，訴求為「休閒奢華」的服飾品牌。現任執行長為法蘭·霍羅威茨(Fran Horowitz)。
在過去販售戶外服裝用品期間，A&F有許多知名的顧客，包括西奧多·羅斯福、愛蜜莉亞·厄爾哈特、葛麗泰·嘉寶、凯瑟琳·赫本、克拉克·盖博約翰·史坦貝克、約翰·甘迺迪、歐內斯特·沙克爾頓、德懷特·艾森豪與海明威。
雖然是服飾公司，但A&F曾經以其模特男女性感裸露與纖瘦的廣告宣傳而聞名，公司裡的強烈菁英主義已經行之有年，除了重視香氛與只有偏瘦版型服儀等細節，也包含其店面會存在以員工外表為準則的排班機制，當中包括了正面與負面的觀感，此外公司也涉入包括品牌經營、服飾設計和員工待遇不平等方面的法律糾紛，尤其是白人美學優先等問題。2003 年，《華爾街日報》記者Moe開始著手調查A&F，在美國公平就業機會委員會(EEOC)的要求下，A&F同意支付4000萬美元以上的款項，給曾因膚色而受到不平等待遇的拉丁美洲、穆斯林、非裔美國人和亞洲人的求職者。這些求職者表示A&F要求他們僅能在商店的後端區域工作。種族歧視、階級歧視與高級優越感，還引發了一系列抗爭活動
受到這樣的打擊，自2016年以來被選為「美國人最厭惡的零售品牌」後，公司啟動改革而經營方向發生了巨大變化，A&F關閉了許多較大型的旗艦店，並轉向開設更小、更明亮的店面，市場目標也轉移到了21歲到24歲以上的年齡客群。而行銷風格也改以多元種族、性別平權為主；在近年的活動裡加入了有別於以往的Plus-size model(大尺碼模特兒)、LGBTQ模特兒等服飾選項。

## 歷史
Abercrombie & Fitch的歷史橫跨19、20和21三個世紀。大衛·亞伯克朗比在1892年成立了一間專賣高級運動用品的「亞伯克朗比公司」（Abercrombie Co.），隨後與埃茲拉·費區（Ezra Fitch）結盟，在20世紀繼續擴張公司版圖，改稱「亞伯克朗比及費區公司」（Abercrombie & Fitch Co.），簡稱「A＆F公司」（A&F Co.）。亞伯克朗比離開公司後，費區成為唯一的經營者，公司也持續在經營上獲得成功。費區退休後，公司在其他人的管理下也維持不錯的營運成績，直到1977年因為面臨財務危機而關閉。Limited Brands在1988年買下這個狀況不佳的品牌，並交由麥克·傑佛瑞斯掌管，他將此品牌轉型，客人應該是嚮往年輕、性感的「American cool kids」（美國酷小孩），也就是那些在學校最受歡迎的風雲人物，改賣高級的年輕流行服飾。

### 創辦
公司創辦初期的名稱為「亞伯克朗比公司」，由大衛·亞伯克朗比在1892年6月4日成立，當時是一間位於紐約曼哈頓下城的小商店。而當時在紐約擔任律師的埃茲拉·費區成為這間商店的常客。在1900年，費區離開了他任職的法律事務所，成為亞伯克朗比公司的主要股東之一，隨後被列名為共同創辦人。之後亞伯克朗比公司搬遷至百老滙上較大的店面，費區也將自己實驗性的想法運用在店面的重新改裝上。在1904年，費區的姓氏（Fitch）被加入到商店名稱的後方，公司名稱成為「亞伯克朗比及費區公司」。
然而，亞伯克朗比和費區之間的合作關係並沒有完美的結局。兩人對於A&F的未來方向有著不同的想法，且經常為此而爭執，雖然公司營業額同時也持續穩定的成長。費區希望擴展客源，讓普羅大眾接納，而亞伯克朗比則堅持主要客層應該是「專業的戶外活動人士」。最後亞伯克朗比在1907年將公司賣給費區，並轉行生產運動用品。費區則和新的生意夥伴繼續經營A&F公司。

### 分店

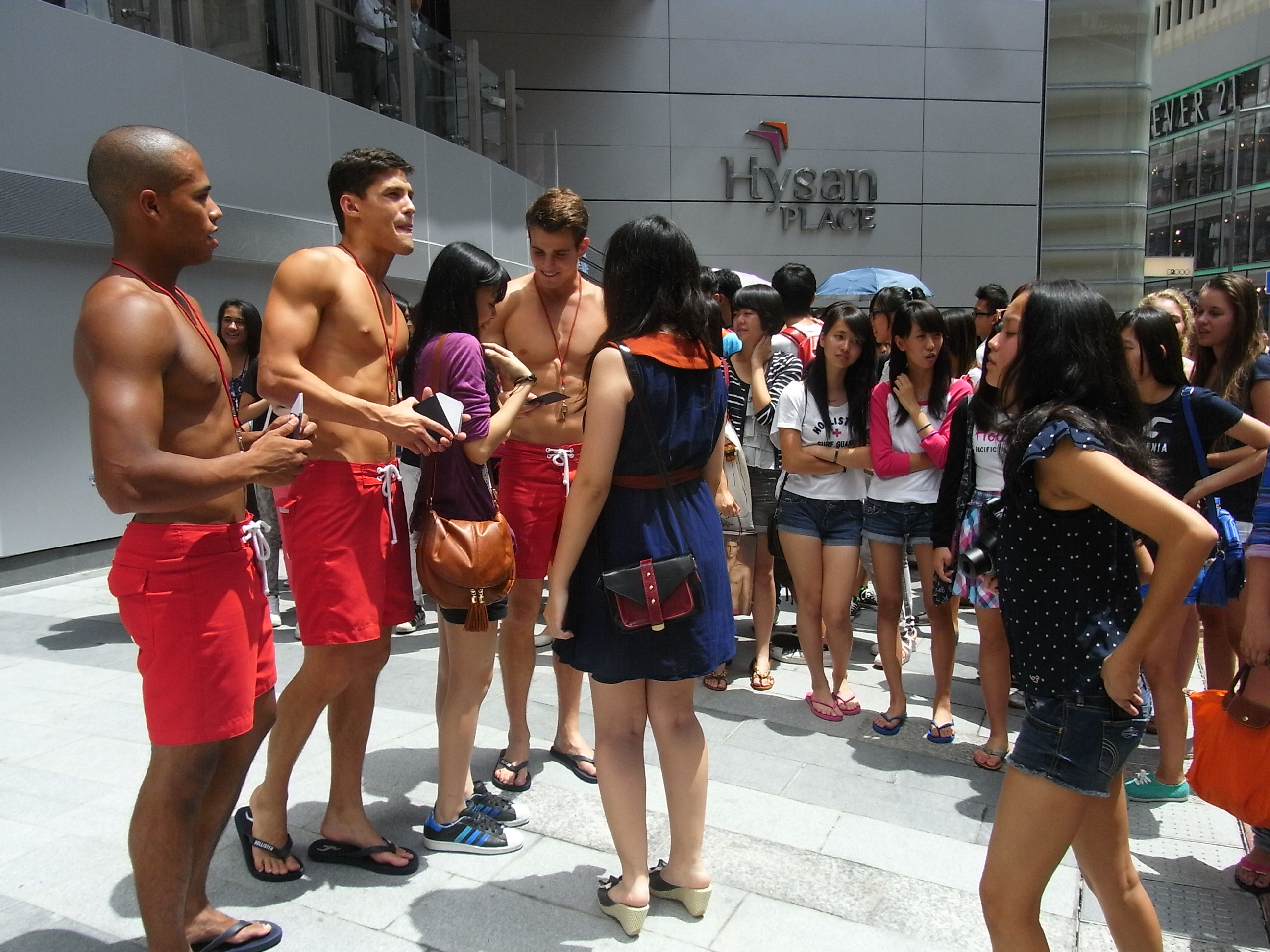
Abercrombie & Fitch集團旗下的Hollister與母公司一樣，透過聘請身材健碩的男模特兒，成功吸引不少香港少女爭相拍照

A&F在全世界設置分店的速度相當積極
- 美国：301間分店
- 加拿大：4間分店
- 臺灣：2間分店
- 德国：3間分店
- 中华人民共和国：3間分店
- 日本：2間分店
- 英国：1間分店
- 丹麦：1間分店
- 義大利：1間分店
- 法國：1間分店
- 波多黎各：1間分店
- 新加坡：1間分店
- 荷蘭：1間分店
- 西班牙：1間分店
- 爱尔兰：1間分店
- 比利时：1間分店

## 法律訴訟
自Abercrombie & Fitch開始受到歡迎以來，這個品牌已持續涉入多起法律訴訟案件中。

### 控告American Eagle Outfitters
2002年，Abercrombie & Fitch控告服飾品牌American Eagle Outfitters，宣稱該公司抄襲A&F的服裝設計。在訴訟中，A&F認為American Eagle Outfitters在服飾產品的視覺外觀和包裝方面與A&F非常相像。A&F更進一步指控American Eagle Outfitters拷貝了特定款式的服裝、店鋪內的陳列設計、廣告宣傳，甚至包括A&F的產品目錄設計。最後法院雖然認為American Eagle Outfitters的確在素材、設計、店內陳列、符號圖像、配色和花紋方面和A&F十分相似，但還沒有到達會使消費者混淆兩個品牌的程度，因此最後做出對被告American Eagle Outfitters有利的判決。

### 員工待遇
2004年，Abercrombie & Fitch被指控歧視少數族群員工，優先將高階職缺提供給美國白人。最後A&F同意庭外和解，其中一部份條件包括賠償4,500萬美元給升遷遭拒的申請者和受影響的員工、提高廣告宣傳中少數族群的比率、增設「多元化副總裁」職位、聘請25位專門負責招募少數族群的員工，以及終止在白人兄弟姊妹會中招募員工的政策。
2009年6月，英國一名曾任職於A&F倫敦旗艦店的法律系學生瑞恩·汀(Riam Dean)，在勞動法庭上控告A&F公司。汀在出生時就沒有左前臂，她表示主管告知她的外表違反了公司的「外貌政策」，因此給她特別許可，允許她穿著可蓋住義肢的服裝，但隨後卻將她調往遠離顧客的倉庫工作。汀控告A&F公司歧視身障人士，並要求20,000英鎊的賠償。2009年8月13日，汀贏得了訴訟，法院判決認為這名22歲的少女受到不公平的解雇以及不合法的對待。汀獲得了6,800英鎊的精神損失賠償、1,077英鎊的薪資損失賠償，以及136英鎊的不公平解雇賠償（共計8,013英鎊）。但法院駁回了她對A&F公司歧視身障人士的控訴，認為這起事件未達到歧視的程度。
2009年9月16日，時值17歲的莎曼珊·爾萊夫(Samantha Elauf)在美國圖爾薩地區法庭的「公平就業機會委員會」中，宣稱她在2009年6月前往A&F公司旗下的童裝店應徵職位，當時她因宗教信仰而戴著希賈布（面紗），而商店經理告訴她他的面紗違反了公司的「外貌政策」。
2010年，一名在美國加州聖馬刁霍利斯特（A&F旗下品牌之一）店內工作的穆斯林女性無預警的遭到開除。在被解雇之前，這名女性拒絕接受A&F人力資源代表的要求拿下她的希賈布面紗。A&F的人力資源代表標示她因宗教信仰而穿戴的面紗違反了公司的「外貌政策」。公民自由團體「美國與伊斯蘭關係諮詢會」(Council on American-Islamic Relations)認為這次的解雇違反了反歧視法，並向公平就業機會委員會提出檢舉。

## 爭議與批評
自1988年重新經營以來，亞伯克朗比及費區在員工待遇、商品方面受到許多批評，而廣告行銷更被指責內容過度情色與種族歧視。

### 歧視自閉症患者
2009年，亞伯克朗比及費區遭美國明尼蘇達人權局罰款超過115,000美元，因為該公司拒絕讓一名少女在更衣室中協助她患有自閉症的姊姊試穿衣服。人權局表示高額的罰款是由於A&F公司對於少女母親的抱怨冷淡回應，並且指控少女假裝自己有自閉症。

### 侵犯隱私權
一名16歲的少女發現自己在更衣室遭到A&F店內員工偷拍錄影後控告該公司，涉案的員工否認犯案，但店內的同事在數天後發現了他的攝影機，其中還存有影片。

### 控告碧昂絲
2009年9月27日，亞伯克朗比及費區公司控告歌手碧昂絲。A&F提出訴訟的理由是因為碧昂絲即將推出名為「Sasha Fierce」的香水和服裝系列，而這個名稱與該公司自2003年起推出的熱賣香水產品「Fierce」十分類似。A&F控告畢昂絲侵犯專利商標、不公平競爭和侵犯著作權。
最後，碧昂絲香水商品的發行公司Coty, Inc.表示，「Fierce」、「Sasha Fierce」不會用在預計推出的香水上。

### 勞工權益
在2009年11月，A&F被勞工團體「國際勞工權利論壇」（International Labor Rights Forum）列在「2010年血汗工廠可恥名單」（2010 Sweatshop Hall of Shame）上，同樣被列入清單的包括Gymboree、漢斯（Hanes）、宜家、柯爾百貨、L.L.Bean、Propper、Pier 1和沃尔玛。

### A&F季刊
部份保守和宗教團體呼籲抵制美國版的《A&F季刊》（A&F Quarterly，從1997年至2003年間出版），這些團體認為刊物包含顯著的性相關內容。這份雜誌中刊載了由布魯斯·瑋柏（Bruce Weber）拍攝的裸體照片、關於性愛的文章，以及酒精飲料的食譜。這份刊物同時也是A&F的目錄，其中包含產品的資訊以及價格。《A&F季刊》的廣告刊登在《訪問》、《Out》、《滾石》和《浮華世界》雜誌中。
雖然A&F的政策是不將《A&F季刊》販售給未成年者，但批評者指控實際上這份刊物被廣泛的售予未成年者。在2003年，一群宗教團體、女權運動團體，以及亞裔美國人團體組織了針對這份刊物的抵制行動，最後《A&F季刊》的「聖誕版本」從商店內下架。雖然執行長傑佛瑞斯標示停刊的原因是「對於這份刊物感到厭煩無趣」，但在2010年6月17日，A&F宣布將要重新推出《A&F季刊》，並邀請電子訊息訂閱者預購售價10美元的季刊，並在2010年7月17日於各店鋪開始販售。

### 產品爭議
此公司經常推出受外界批評的產品。

#### 歧視亞洲人或亞裔
2002年一系列标榜亚洲和其它民族的衣服备受爭議。其中一款印有主题标语「Wong Brothers Laundry Service-Two Wongs Can Make It White」及一個代表1900年代華裔移民的戴圆锥型草帽微笑小人圖案。此标语借用40年代支持白澳政策的澳大利亚移民部长亚瑟·卡尔韦尔的名言：“两个‘黄’不抵一个‘白’”（Two Wongs do not make a White），因此被指侮辱华裔及亚裔族群。在亚裔学生團體的聯合抵制下，A&F停止了該系列產品和公开道歉。

#### 其它
2002年，它的兒童服装部在家长團體發動全美店前示威後除去了一系列的女童丁字裤。此系列内裤前面印有“Eye Candy”和“Wink Wink”之类的标语。
2004年再爆发两宗爭議T-shirt事件。第一宗牵连以標語「It's All Relative in West Virginia」为主题的T-shirt。此標語取笑美國南部鄉下的近親关系。西弗吉尼亞州州长Bob Wise公开批評A&F對「西州無根据的負面形象」描述。但A&F沒有因此除去此系列的T-Shirt。
第二宗事件围绕另一印有「L is for loser」標語和在吊環上作出L形動作的男体操運動員圖案的T-shirt。在美國體操會長Bob Colarossi宣布抵制A&F產品後，A&F在2004年10月停止售卖受爭議的T-shirt.
2005年11月，由于A&F售賣標題如「Who needs brains when you have these?」涉及金发女性胸部大而没头脑的刻板印象的衣服，宾夕法尼亚西南妇女基金會（Women and Girls Foundation of Southwest Pennsylvania）发动对A&F的「女杯葛」（girl-cott）。此抵制上NBC的Today Show節目後擴散至全美。A&F在2005年11月5日停售相关衣物。

## 競爭品牌
- Zara
- Uniqlo
- GAP
- H&M
- Forever 21
- Jack Wills
- American Eagle

## 外部連結
- Abercrombie & Fitch（页面存档备份，存于）台灣官方網站
- Abercrombie & Fitch的新浪微博
- Abercrombie & Fitch SEC Filings（页面存档备份，存于）
- Abercrombie & Fitch的Facebook專頁
- Abercrombie & Fitch的X（前Twitter）
- Abercrombie & Fitch的Instagram帳戶
- YouTube上的Abercrombie & Fitch頻道